# Hán ngữ Đại Tự điển
Không nên nhầm lẫn với Hán ngữ Đại Từ điển
Hán ngữ Đại Tự điển (tiếng Trung: 漢語大字典/汉语大字典; bính âm: Hànyǔ Dà Zìdiǎn; nghĩa đen 'Comprehensive Chinese Character Dictionary') là một trong những tài liệu tra cứu tốt nhất về chữ Hán. Nó được biên soạn bởi một nhóm hơn 400 chuyên gia từ năm 1979 và được xuất bản lần đầu tiên từ năm 1986 đến năm 1989. Một tập luận văn do Li và Zhao viết năm 1990 chú dẫn sự phức tạp về mặt từ điển học của quyền tự điển này. Bên cạnh ấn bản lần đầu tiên bao gồm tổng cộng 5.790 trang in, Hán ngữ Đại Tự điển có có ấn bản 3 tập vào năm 1995 và một ấn bản thu gọn vào năm 1999.
Hán ngữ Đại Tự điển bao gồm 54.678 mục từ chữ Hán. Nó cung cấp những dạng thù hình của chữ Hán từ xưa đến nay - ví dụ như giáp cốt văn, kim văn, triện thư; những cách phát âm của Hán ngữ Thượng cổ (nhóm vần), Hán ngữ Trung cổ (phản thiết) và tiếng Phổ thông hiện đại (bính âm). Nghĩa của từ được sắp xếp theo thứ tự thời gian và lấy nguồn từ những văn bản cũng như từ điển tiếng Trung thời cổ ví dụ Thuyết văn giải tự. Các mục từ được sắp xếp theo các bộ thủ và số nét chữ. Tập 8 của tự điển có phần phụ lục, trong đó bao gồm vận đồ của Hán ngữ Thượng cổ và Trung cổ, những dị thể của chữ Hán, danh mục.
Hán ngữ Đại Tự điển trở thành tài liệu tham khảo chuẩn cho trên thế giới, ví dụ như Unihan Database.